# 塞爾希奧·加西亞

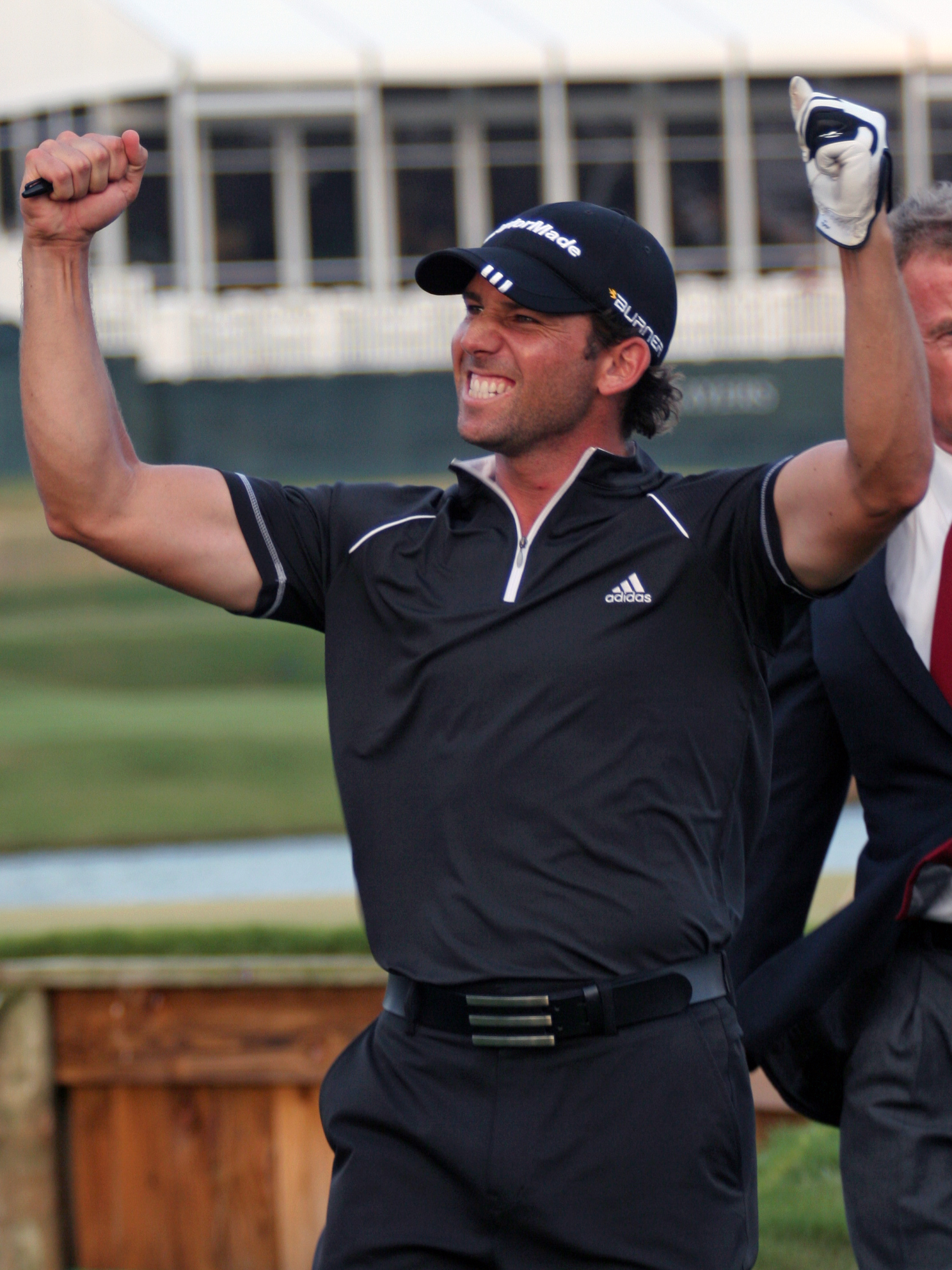
塞爾希奧·加西亞

塞爾希奧·加西亞（Sergio García，1980年1月9日—）是一位西班牙職業高爾夫球選手。出生於西班牙的卡斯特利翁省。主要參加PGA美國巡迴賽和歐洲巡迴賽。他經常能處在世界排名前10位的職業高爾夫選手的位置（在2000年到2007年期間曾連續超過200周處在TOP10）。他目前已經獲得了11個PGA巡迴賽的冠軍。

## 外部連結
- 歐洲巡迴賽網站上的介紹
- PGA巡迴賽網站上的介紹